# Моинвиниди, Раданзвиниди и Набавиниди
Моинвиниди, Раданзвиниди/Ратанзвиниди и Набавиниди (лат. Moinvinidi, Radanzvinidi/Ratanzvinidi, Nabavinidi) латинска су имена лужичкосрпских племена, која су живела на северу данашње Баварске (изван линије компактног лужичкосрпског подручја) — на Мајни, Редницу и Набу, одатле одговарајућа имена. Лужичкосрпска имена ових племена није позната.
У повељама немачких краљева и кнезова 8—10. века називи Winidi, Winades и други су се односили на Словене (Moin-Vinidi, Rotanz-Winidi). У документима 10. и 11. века топоними су повезани са Венедима: Nabawinida (863), Winidesheim (889), Adalharteswineden (905), Walahrames-Winida (908), Bisenwinda (932), Winithiscunburg (936), манастир Winethahusum (937, 999), Wolfereswiniden (979), подручје Winidon (979), Winediscun Salebizi (1036) и други.
Према повељама 8. и 9. века, Моинвиниди и Ратанзвиниди су били Словени, који живели на горњој Мајни и њеним притокама — Редницу, Пегницу и Рецату — на подручју terra Sclavorum, regio Sclavorum. У 9. веку за њих су изграђене цркве, а 1007. године је основана посебна бискупија у Бамбергу (лат. ut paganismus Sclavorum destrueretur et christiani nominis memoria  perpetualiter inibi сеlebris haberetur — „да је поганство Словена свргнуто и да би сви хришћани сачували сећање на познате људе на месту”). Већина становништва ове бискупије је била словенска.
Године 740/748. баварски војвода Одило североисточно од Регензбурга основао је манастир Каминстер (сада град Кам). Године 741. Бонифације је основао бискупију у Вирцбургу: источни Франци и Словени су морали да плате десетину: према томе ови Словени су политички и црквено припадали Франачкој држави. До 826/830 . године овде је изграђено 14 цркава.